# The Didjits
The Didjits (também conhecida como Didjits) foi uma banda estadunidense de punk rock formada na cidade de Mattoon, Illinois.

## Discografia

### Álbuns de estúdio
| Ano  | Título             | Gravadora            |
| ---- | ------------------ | -------------------- |
| 1987 | Fizzjob            | Bam Bam Records      |
| 1988 | Hey Judester       | Touch and Go Records |
| 1990 | Hornet Piñata      | Touch and Go Records |
| 1991 | Full Nelson Reilly | Touch and Go Records |
| 1993 | Que Sirhan Sirhan  | Touch and Go Records |